# Морж (місто)
Морж (фр. Morges) — місто  в Швейцарії в франкомовному кантоні Во, округ Морж.

## Географія
Місто розташоване на відстані близько 90 км на південний захід від Берна, 11 км на захід від Лозанни.
Морж має площу 3,8 км², з яких на 73,9% дозволяється будівництво (житлове та будівництво доріг), 20,9% використовуються в сільськогосподарських цілях, 4,7% зайнято лісами, 0,5% не є продуктивними (річки, льодовики або гори).

## Історія
Замок Морж, навколо якого утворилося місто, був закладений у 1286 р. феодальним власником Людовиком Савойським. 1536 р. разом з Лозанною був завойований бернцями. З 1803 р. замок був арсеналом, а в 1932 р. в ньому відкрито військовий музей.

## Демографія
2019 року в місті мешкало 15 844 особи (+7,5% порівняно з 2010 роком), іноземців було 36,2%. Густота населення становила 4137 осіб/км².
За віковим діапазоном населення розподілялося таким чином: 18,4% — особи молодші 20 років, 61,4% — особи у віці 20—64 років, 20,2% — особи у віці 65 років та старші. Було 7682 помешкань (у середньому 2 особи в помешканні).
Із загальної кількості 10 625 працюючих 101 був зайнятий в первинному секторі, 990 — в обробній промисловості, 9534 — в галузі послуг.

## Транспорт
В місті знаходиться залізнична станція, через яку проходить залізниця, що поєднує Женеву з Лозанною.

## Галерея

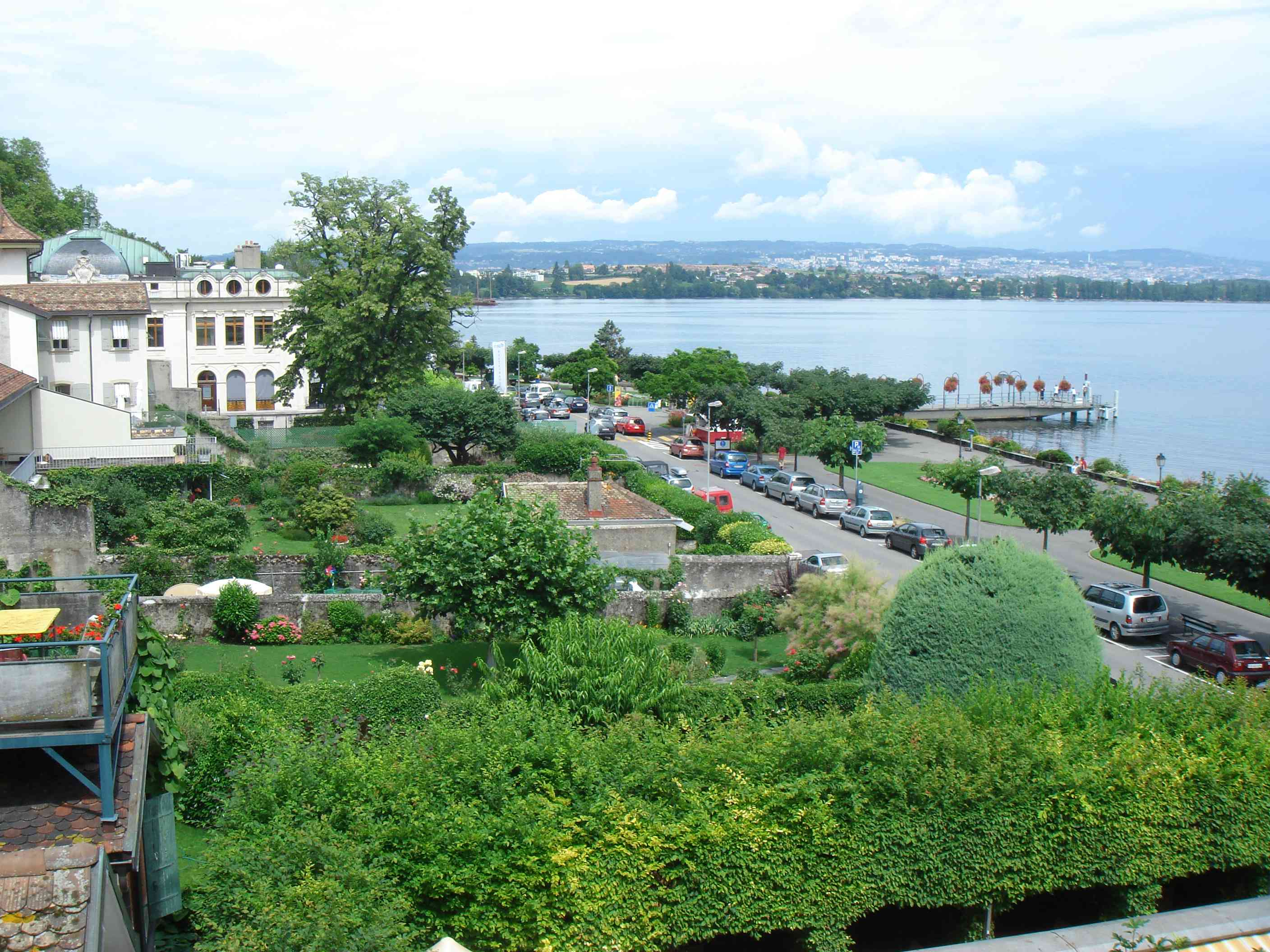
Набережна
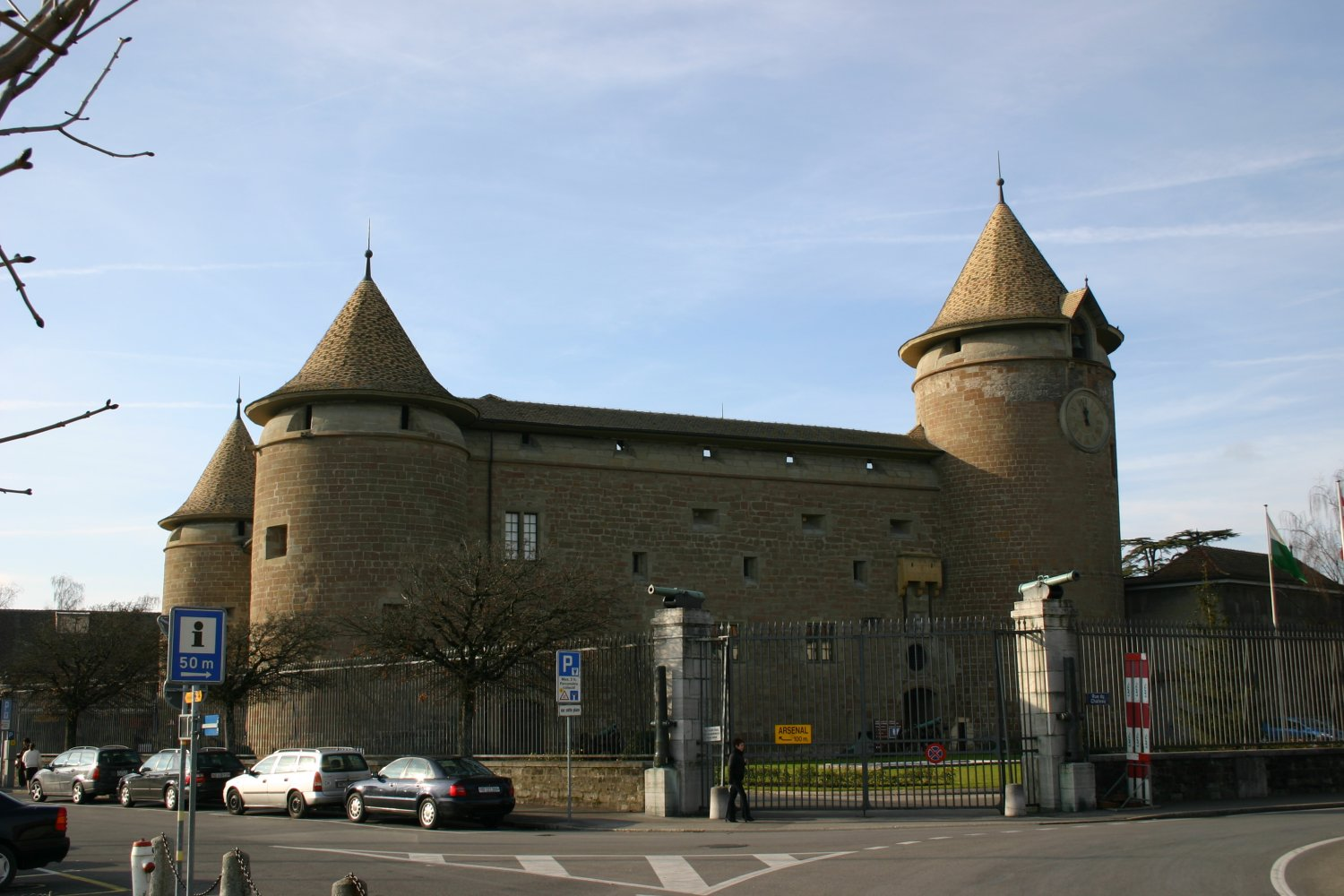
Замок Морж